# Erasinus flagellifer
Erasinus flagellifer är en spindelart som beskrevs av Simon 1899. Erasinus flagellifer ingår i släktet Erasinus och familjen hoppspindlar. Inga underarter finns listade i Catalogue of Life.